# 셜록 주니어 (영화)
《셜록 주니어》(영어: Sherlock Jr.)는 1924년 개봉한 미국의 무성 코미디 영화로, 버스터 키튼이 감독, 출연했으며 클라이드 브룩먼, 진 하베즈, 조지프 A. 미첼이 각본을 썼다. 캐스린 맥과이어, 조 키튼, 워드 크레인 등이 출연했다.
1991년, 《셜록 주니어》는 미국 의회도서관으로부터 "문화적으로, 역사적으로, 미학적으로 중요하다"는 이유로 미국 국립영화등기부에 보존 영화로 선정되었다. 2000년, 미국 영화 연구소는 AFI 100년 시리즈의 일환으로 이 영화를 AFI's 100 Years... 100 Laughs에서 62위로 선정했다. 영화 평론가 데이비드 톰슨은 이 영화를 "돌파구. 마치 영화 제작자가 마침내 전체의 요점을 깨달은 것 같다"고 평했다.
이 제목은 가상의 셜록 홈즈를 참조한다.

## 줄거리
버스터 키튼은 낮에는 영화 영사 기사로 일하고 밤에는 아마추어 탐정으로 활동하는 역할을 맡는다. 극장이 비었을 때, 그는 《탐정이 되는 법》이라는 책을 읽는다. 그는 더 걸(캐스린 맥과이어)을 사랑하지만, 그의 연적인 "더 로컬 샤이크"(워드 크레인)가 있다. 둘 다 돈이 많지 않다. 그는 로비에서 쓸어 모은 쓰레기에서 1달러 지폐를 발견한다. 그는 그 돈을 가져가서 자신이 가진 2달러에 더한다. 한 여인이 와서 1달러를 잃어버렸다고 말한다. 그는 돌려준다. 그러나 슬픈 노파도 1달러를 잃어버렸다고 말해서, 그는 그 돈도 주어 결국 1달러만 남게 된다. 한 남자가 와서 쓰레기를 뒤져 돈이 가득한 지갑을 발견한다. 영사 기사는 자신이 살 수 있는 1달러짜리 초콜릿 상자를 사서, 사랑하는 여인의 집으로 가져가기 전에 가격을 4달러로 바꾼다. 나중에 그는 그녀에게 반지를 준다.
샤이크가 집에 들어와 더 걸의 아버지(조 키튼)의 회중 시계를 훔쳐 4달러에 전당포에 맡긴다. 그 돈으로 그는 더 걸을 위해 3달러짜리 초콜릿 상자를 산다. 아버지가 시계가 없어진 것을 알아차리자, 샤이크는 전당포 영수증을 영사 기사의 주머니에 몰래 넣는다. 영사 기사는 범죄를 해결하겠다고 제안하지만, 그의 주머니에서 전당포 영수증이 발견되자 집에서 쫓겨난다. 샤이크가 떠나자 영사 기사는 그의 모든 움직임을 그림자처럼 따라간다. 샤이크는 그를 기차 칸에 가두어 따돌린다. 나중에 더 걸은 전당포 영수증을 전당포 주인에게 가져가서 누가 그것을 전당포에 맡겼는지 묘사해달라고 요청한다. 주인은 밖에 서 있는 샤이크를 가리킨다.
진주 목걸이 절도 사건을 다룬 영화("하트 앤 펄스"라고 로비에서 광고된)를 상영하는 동안, 영사 기사는 잠이 들고 영화 속에 탐정 '셜록 주니어'로 들어가는 꿈을 꾼다. 다른 배우들은 영사 기사의 지인들로 대체되고, 샤이크는 악당 역할을 맡는다. 꿈은 악당이 집사의 도움으로 절도를 저지르는 것으로 시작된다. 더 걸의 아버지는 세계 최고의 탐정을 부르고 셜록 주니어가 도착한다.
붙잡힐 것을 두려워한 악당과 집사는 여러 함정, 독극물, 그리고 폭발하는 13번 공이 있는 정교한 당구 게임을 통해 셜록 주니어를 죽이려 한다. 이 모든 것이 실패하자 악당과 집사는 탈출을 시도한다. 셜록 주니어는 그들을 창고까지 추적하지만, 악당이 목걸이를 팔려던 갱단에 의해 수적으로 열세에 놓인다. 대치 중에 셜록 주니어는 그들이 더 걸을 납치했음을 알게 된다. 그의 조수 질레트의 도움으로 셜록 주니어는 여인을 구하고, 자동차 추격전 끝에 갱단을 물리친다.
잠에서 깨어나자 더 걸이 나타나 그녀와 그녀의 아버지가 진짜 도둑의 신원을 알게 되었다고 말한다. 그녀는 회중 시계를 실제로 전당포에 맡긴 사람을 확인하기 위해 전당포에 갔었다. 화해 장면이 스크린에 상영되는 동안, 영사 기사는 배우의 낭만적인 행동을 모방한다.

## 출연
- 버스터 키튼 - 영사 기사 / 셜록 주니어: 더 걸과 결혼하고 싶어 하는 가난한 젊은 영사 기사. 그는 탐정이 되는 것에 관심이 있으며 잠이 들면 세계 최고의 탐정 셜록 주니어가 되는 꿈을 꾼다.
- 캐스린 맥과이어 - 더 걸: 비교적 부유한 남자의 딸로, 영사 기사가 사랑하는 여자. 꿈속에서는 셜록 주니어에게 구출되어야 한다.
- 조 키튼 - 더 걸의 아버지: 대부분의 사람들보다 부유한 남자. 그는 딸이 도둑과 결혼하는 것을 원치 않는다. 꿈속에서는 매우 부유한 남자이다.
- 어윈 코넬리 - 고용된 남자 / 집사: 더 걸의 아버지의 고용된 남자. 꿈속에서는 목걸이 절도의 공범이다.
- 워드 크레인 - 더 로컬 샤이크 / 악당: 더 걸을 노리는 가난한 악당. 그는 회중 시계를 훔치고, 꿈속에서는 목걸이를 훔치는 악당이다.
- 포드 웨스트 - 극장 매니저 / 질레트, 셜록의 조수: 현실 세계에서 영사 기사의 상사. 꿈속에서는 조수이다. (크레딧 미기재)
- 로잘린드 번 - 매표소 직원 (크레딧 미기재)
- 제인 코넬리 - 어머니 (크레딧 미기재)
- 조지 데이비스 - 공모자 (크레딧 미기재)
- 도리스 딘 - 극장 밖에서 1달러를 잃어버리는 여자 (크레딧 미기재)
- 크리스틴 프랜시스 - 캔디 가게 여자 (크레딧 미기재)
- 벳시 앤 히슬 - 어린 소녀 (크레딧 미기재)
- 큐피 모건 - 공모자 (크레딧 미기재)
- 스티브 머피 - 공모자 (크레딧 미기재)
- 존 패트릭 - 공모자 (크레딧 미기재)

## 제작
원래 《더 미스핏》(The Misfit)이라는 제목으로 1924년 1월 로스앤젤레스에서 제작이 시작되었다. 키튼은 나중에 자신의 캐릭터가 화면으로 걸어가 영화 속으로 들어가는 장면이 "이 영화를 만든 이유... 바로 그 하나의 상황"이라고 말했다. 세가지 시대에서 주연을 맡았던 매리언 할런을 캐스팅했지만, 그녀가 아프게 되어 이전에 《더 사일런트 콜》에 출연했고 1923년 왐파스 베이비 스타였던 키스톤 스튜디오의 신예 배우 캐스린 맥과이어로 교체되었다.
키튼은 처음에 로스코 아버클을 공동 감독으로 고용했다. 키튼은 아버클에 의해 발굴되었는데, 아버클의 경력은 1921년 버지니아 라페 강간 혐의로 기소된 후 교착 상태에 빠져 있었다. 스캔들과 재판 과정에서 아버클은 저택과 자동차를 잃고 75만 달러의 빚을 지게 되었다. 키튼은 오랜 친구를 돕고 싶어 "윌리엄 굿리치"라는 가명으로 아버클을 고용했다. 이 영화의 아이디어는 아버클의 강간 재판에 참여했던 법의학자 오스카 하인리히에 대한 헌사였다고 여겨진다. 촬영은 순조롭게 시작되었고 아버클은 다시 세트장에 돌아온 것을 기뻐했지만, 키튼이 아버클의 실수를 바로잡자 그의 태도는 극적으로 변했다.
아버클은 세트장에서 화를 내고 욕설을 퍼부으며 배우들에게 소리를 질렀고, 키튼에 따르면 "얼굴이 붉어지고 화가 났다... [스캔들이] 그의 기질을 바꿔버렸다." 키튼은 자신의 자서전에서 아버클과 함께 일하기 어려웠으며, 키튼이 혼자 영화를 완성할 수 있도록 아버클에게 대신 더 레드 밀을 감독하게 했다고 주장했다. 《더 레드 밀》은 1927년에야 제작을 시작했다. 아버클의 두 번째 부인 도리스 딘은 나중에 아버클이 영화 전체를 감독하고 영화의 모든 아이디어를 생각해냈다고 주장했다.
이 작품에는 키튼의 가장 유명한 현장 사고 중 하나가 포함되어 있다. 키튼이 움직이는 화물 열차 위를 걷다가 물 파이프를 잡는 장면에서, 예상치 못하게 물이 키튼에게 훨씬 더 강하게 쏟아져 그를 바닥으로 내동댕이쳤다. 키튼의 목 뒷부분이 바닥의 철제 레일에 부딪혀 그는 의식을 잃었다. 통증이 너무 심해 키튼은 그날 촬영을 중단해야 했고, 몇 주 동안 "눈이 멀 듯한 두통"에 시달렸지만, 육체적 고통에 대한 인내심이 높다는 것으로 잘 알려져 있었기 때문에 계속 일했다.
1935년이 되어서야 의사가 엑스레이에서 키튼의 목 척추 상부에 골절로 인한 굳은살을 발견했다. 의사는 키튼에게 9년 전 사고로 목뼈가 부러졌지만 그 사실을 알지 못했다고 알려주었다. 키튼은 항상 직접 스턴트를 수행하는 것으로 유명했으며, 이것이 현장에서 유일한 사고는 아니었다. 다른 장면에서는 키튼이 타고 있던 오토바이가 미끄러져 두 대의 카메라와 충돌하여 에디 클라인을 넘어뜨리고 키튼을 근처 자동차로 내동댕이쳤다.
《셜록 주니어》는 특수 광학 효과와 카메라 내 트릭에 있어서도 키튼의 가장 복잡한 영화였다. 이 영화에서 가장 유명한 트릭 촬영은 키튼이 작은 여행 가방 안으로 뛰어들어 사라지는 장면이다. 키튼은 나중에 이것이 그의 아버지가 발명한 오래된 보드빌 트릭이며, 1957년 에드 설리번 쇼에서 이를 다시 선보였지만, 어떻게 했는지는 공개적으로 밝히지 않았다고 말했다. 이 트릭은 여행 가방 뒤에 있는 함정 문과 긴 옷으로 하반신이 없는 채로 수평으로 누워 있는 배우를 사용하여 이루어졌으며, 이를 통해 배우가 부드럽게 앞으로 떨어져 마치 항상 수직으로 서 있던 것처럼 걸을 수 있게 했다.
키튼은 나중에 "그 장면들을 찍는 데 엄청나게 많은 시간을 보냈다"고 말했다. 촬영은 4개월이 걸렸는데, 보통 키튼은 장편 영화를 완성하는 데 2개월이 걸렸다. 편집 또한 어려웠고 일반적인 키튼 영화보다 더 오래 걸렸다. 키튼은 나중에 영화사학자 케빈 브라운로우에게 "업계의 모든 촬영 기사들이 그 영화를 한 번 이상 보며 우리가 어떻게 그런 일들을 해냈는지 알아내려 애썼다"고 말했다.
키튼은 꿈 시퀀스에서 극중극의 초기 사례를 묘사했다. 키튼의 캐릭터는 영사실을 나와 극장으로 내려간 다음, 무대에서 상영되는 영화 속으로 걸어 들어간다. 키튼은 나중에 이 스턴트가 조명을 사용하여 달성되었다고 설명했다. "우리는 큰 검은색 화면이 있는 무대를 만들었다. 그런 다음 앞줄 좌석과 오케스트라 피트를 만들었다. ... 우리는 무대를 마치 영화가 스크린에 투사되는 것처럼 보이도록 조명했다."
키튼의 캐릭터는 영화에서 몇 번 쫓겨나지만, 결국 영화 속에 머무는 데 성공하고, 일련의 컷을 통해 공원, 호수, 사막 등 다양한 장면에서 묘사된다. 당시에는 장면의 연속성이 있었고 이러한 전략이 이전에 영화 제작자들에 의해 거의 사용되지 않았기 때문에 이는 독특했다. 키튼과 그의 촬영 기사는 측량 기기를 사용하여 키튼과 카메라를 정확한 거리와 위치에 배치하여 연속성의 환상을 지지할 수 있었다.

## 음악
1997년, 키튼 영화의 악보를 전문으로 하는 호주 앙상블 블루 그래시 놀은 멜버른 국제 영화제에서 초연된 《셜록 주니어》의 악보를 작곡했다. 이후 그들은 뉴욕의 뉴 빅토리 극장, 에든버러 프린지 페스티벌을 비롯해 최근 멜버른의 페더레이션 광장 야외 상영회 등 전 세계에서 이 악보를 연주했다.
2014년, 댈러스 챔버 심포니는 크레이그 마크스에게 《셜록 주니어》의 오리지널 음악 악보를 의뢰했다. 이 악보는 2014년 2월 25일 무디 퍼포먼스 홀에서 리처드 맥케이가 지휘하는 콘서트 상영회에서 초연되었다.

## 평가

### 개봉 및 비평
키튼은 처음으로 캘리포니아 롱비치에서 영화를 시사회했다. 관객들은 일부 특수 효과에 놀랐지만, 웃음이 거의 없었기 때문에 키튼은 영화를 더 재미있게 만들기 위해 재편집하기 시작했다. 그러나 두 번째 시사회는 첫 번째보다 더 실망스러웠고, 키튼은 영화를 매우 짧은 5릴 영화로 계속 줄였다. 조지프 솅크 프로듀서는 키튼에게 1,000피트(약 11분)를 더 추가하라고 요구했지만, 키튼은 거절했다.
이 영화는 《셜록 주니어》로 재제목되어 1924년 4월 21일에 개봉했다. 448,337달러를 벌어들였는데, 이는 《세가지 시대》보다 약간 적은 금액이었다. 키튼은 이 영화를 "괜찮지만 대작은 아니었다"고 생각했는데, 이는 25년간의 무대 및 스크린 경력에서 그의 첫 번째 실제 실패였기 때문일 수 있다.
《셜록 주니어》는 엇갈린 비평을 받았다. 뉴욕 타임스는 "코미디에 포함된 최고의 스크린 트릭 중 하나"라고 평했으며, 포토플레이는 "희귀하고 상쾌하다"고 평하며 좋은 평가를 받았다. 로스앤젤레스 타임스, 워싱턴 포스트, 애틀랜타 컨스티튜션에서도 긍정적인 평가가 나왔다. 부정적인 평으로는 "기발함과 독창성이 부족하다"고 쓴 픽처 플레이와 "병원 수술실만큼이나 웃기다"고 쓴 버라이어티가 있었다. 뉴 리퍼블릭의 에드먼드 윌슨은 키튼의 연기가 캐릭터 발달이 부족하고 영화에 "기계와 스턴트"가 너무 많다고 비판했다.
1946년 더 네이션에서 비평가 제임스 에이지는 "셜록 주니어는 버스터 키튼의 가장 웃긴 영화 중 하나는 아니지만(그의 장편 영화 중 어떤 것도 아니었지만), 오늘날 만들어지는 어떤 영화보다 백 배는 더 웃기다. 일부 집, 마당, 거리는 옛 코미디에서 흔히 볼 수 있었던 것보다 훨씬 아름답게 촬영되었다. 그리고 오토바이와 긴 줄의 도랑 파는 사람들을 포함하는 한 추격전 개그는 기계적 완벽함과 의식적인 초현실주의보다 나은 면에서 모두 간담이 서늘하다."라고 썼다.

### 유산
드와이트 맥도널드는 그의 저서 《영화론》에서 이 전제의 정교함을 언급한다. 
《셜록 주니어》의 후반부는 마법 같은 영역을 자유롭게 넘나든다. 위대한 발명 덕분에, 상사병에 걸린 버스터는 영화 영사 기사이고, 그래서 매체가 예술가의 재료가 된다. 이것은 버스터가 전혀 알지 못했던 진보된 접근 방식이었다... 그는 영사실에서 잠이 들고, 그의 여자친구와 좌절된 사랑에 대해 꿈을 꾼다. 그의 분신은 잠자는 몸에서 빠져나와... 어두워진 극장의 통로를 걸어 무대에 올라가 상영되고 있는 사회 악당 멜로드라마 속으로 들어간다... 1924년 이 영화에서는 이런 현상이나 다른 자연적 실책에 대한 설명이 없으며, 이는 살바도르 달리, 루이스 부뉴엘, 장 콕토의 이후 작품들을 평범하고 다소 소심하게 보이게 만든다. 그들은 상징적인 장치를 통해 상황을 명확히 할 의무를 느꼈다. 키튼은 그렇게 고상해지거나(혹은 저속해지거나) 않았을 것이다.
2005년, 타임은 《셜록 주니어》를 역대 최고의 영화 100편 중 하나로 선정하며 다음과 같이 썼다. "완벽한 코미디언이 자신을 완벽한 무성 코미디에 감독한다... 이것이 일부 비평가들이 주장했듯이 원시적인 미국 초현실주의의 한 예시인가? 물론이다. 하지만 너무 과장하지 말자. 이것은 더 중요한 의미에서 미국 미니멀리즘의 훌륭한 예시이다. 단순한 사물과 움직임이 자연스럽게 복잡한 방식으로 조작되어 꾸준히 상승하는 웃음의 폭풍을 일으킨다. 전체가 고작 45분 길이인데, 단 1초도 낭비되지 않는다. 대부분의 코미디가 준비만 많고 핵심이 없는 시대에, 이것은 가장 귀중한 미덕이다."
데니스 슈워츠는 《셜록 주니어》를 "버스터의 뛰어난 무성 코미디 중 하나로, 그의 평소 무표정 유머, 즐거운 슬랩스틱, 수많은 매우 재미있는 시각적 개그, 많은 혁신적인 기술적 성과, 그리고 그가 직접 스턴트를 수행한 것(그가 커다란 물통에 연결된 사다리에 매달려 물이 쏟아져 나와 철도 트랙으로 쓸려 내려가 거의 목이 부러질 뻔한 위험한 스턴트 포함. 키튼은 이 영화를 만든 후 수년 동안 심한 편두통에 시달렸다)으로 유명하다"고 썼다. 데이비드 톰슨은 《셜록 주니어》를 키튼의 "걸작"이자 "가장 철학적으로 웅변적인 무성 코미디"라고 부른다.
로튼 토마토는 41명의 비평가로부터 88%의 지지율과 평균 평점 9.8/10을 기록했다.
《셜록 주니어》는 우디 앨런의 카이로의 붉은 장미 (1985년)에 큰 영향을 미쳤는데, 이 영화에서는 캐릭터가 영화 밖으로 나와 실제 삶으로 들어온다. 영화 시작 40분쯤에 버스터가 운전하던 차의 브레이크를 밟아 차체가 멈추고 차체가 계속 움직이는 개그는 007 리빙 데이라이트 (1987년)에서 재사용되었다. 2012년, 이 영화는 영화 편집자 길드 회원들이 선정한 역대 최고의 편집 영화 목록에서 61위에 올랐다. 2012년 사이트 앤 사운드 여론조사에서 이 영화는 평론가 투표에서 역대 최고의 영화 59위에 올랐다. 2015년, 《셜록 주니어》는 전 세계 영화 평론가들이 투표한 영국방송공사의 "위대한 미국 영화 100선" 목록에서 44위를 차지했다. 2023년 1월 5일, 리처드 브로디는 이 영화를 "영화를 기념하는 34편의 영화" 목록에 포함시켰다.
2020년 1월 1일, 이 영화는 미국에서 퍼블릭 도메인으로 전환되었다.
이 영화의 한 클립은 스타 트렉: 디스커버리 에피소드 "날 잊지 마"에 포함되었다. 

### 수상
1991년, 《셜록 주니어》는 미국 의회도서관으로부터 미국 국립영화등기부에 "문화적으로, 역사적으로, 미학적으로 중요하다"는 이유로 보존 영화로 선정되었다.
미국 영화 연구소의 AFI's 100 Years...100 Laughs (2000) 목록에서 62위에 올랐다.

## 같이 보기
- 버스터 키턴의 작품 목록
- 미국 코미디 영화 목록
- 가상 영화가 등장하는 영화 목록

## 참고 문헌
- Meade, Marion (1997). 《Buster Keaton: Cut to the Chase》 1판. New York: Da Capo Press. ISBN 0306808021.
- Knopf, Robert (1999). 《The Theater and Cinema of Buster Keaton》. Princeton University Press. ISBN 9780691004426.